# Hermann Wronker
Hermann Wronker (* 5. August 1867 im Wartheland; † 1942 im KZ Auschwitz zusammen mit seiner Frau Ida (* 6. April 1871)) war ein deutsch-jüdischer Warenhaus-Unternehmer und Begründer der Warenhauskette Wronker.

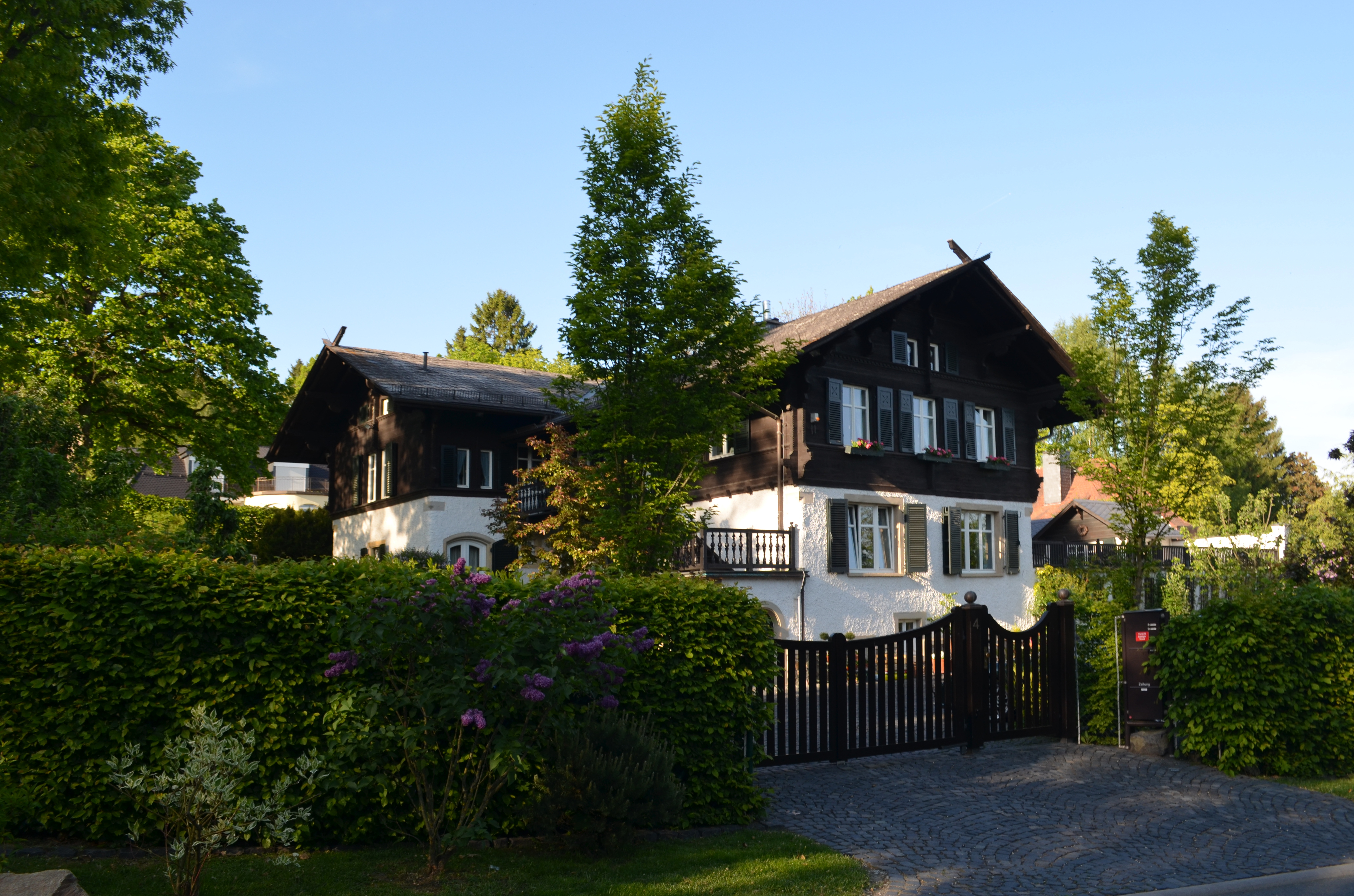
Ehem. Gesindehaus unterhalb des Rombergs, Rombergweg 4 in Königstein im Taunus. Bauherr Kommerzienrat Heinrich Karl Ferdinand Gottlob Flinsch (1839–1921)

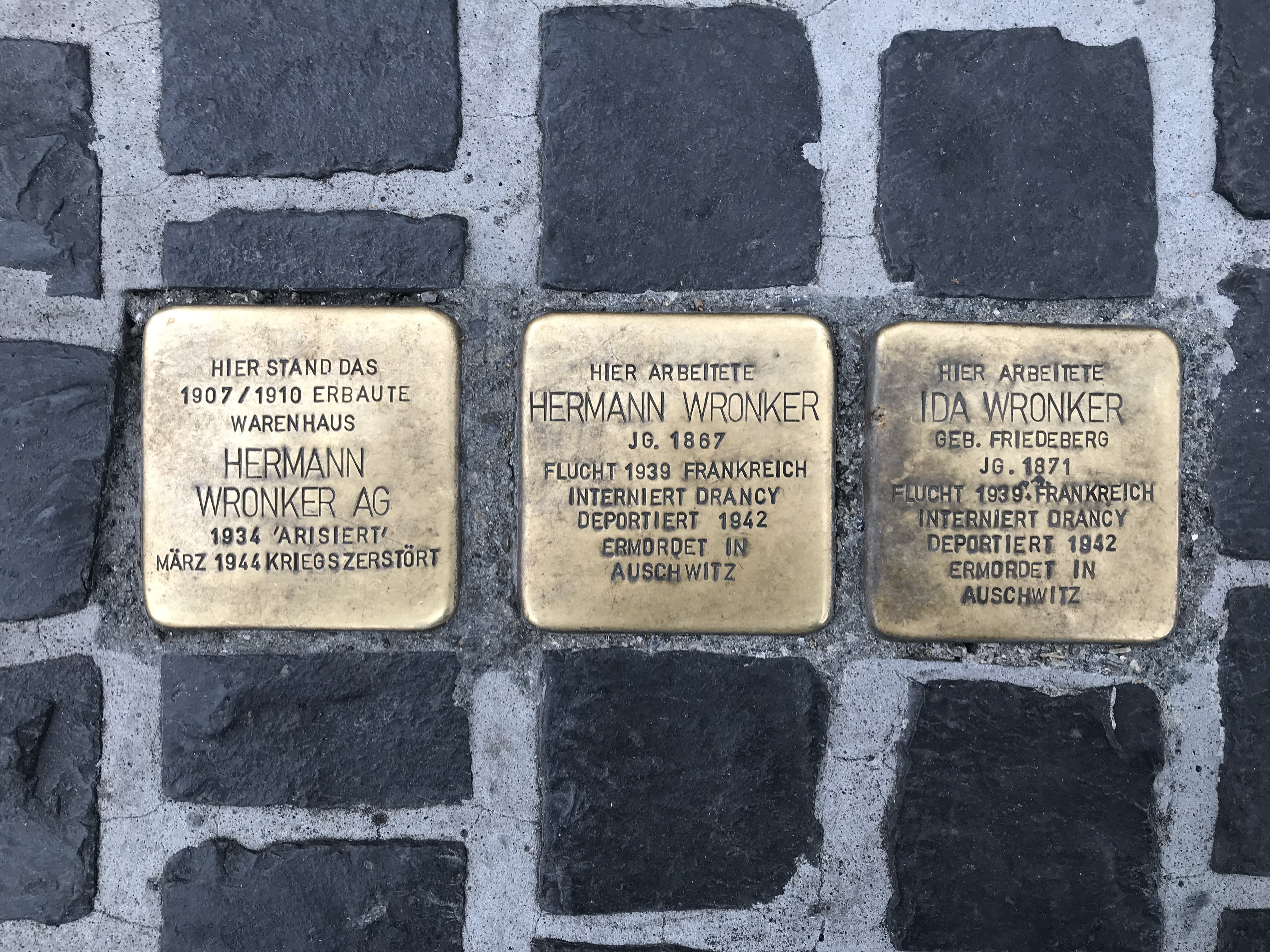
Stolpersteine für Eheleute Wronker vor dem ehemaligen Kaufhaus Wronker auf der Zeil

## Leben
Nach ersten unternehmerischen Aktivitäten gemeinsam mit seinem älteren Bruder Simon Wronker in Mannheim 1887 kam Hermann Wronker 1891 nach Frankfurt am Main. Zum Unternehmen gehörten später Warenhäuser in Frankfurt am Main (an der Zeil 101–105 und im Stadtteil Bockenheim, Leipziger Straße 47–51 / Kurfürstenstraße 2–4) sowie in Mannheim, Hanau, Nürnberg, Pforzheim, Darmstadt, Hannover und Worms.
1906 gründete Hermann Wronker gemeinsam mit mehreren Geschäftspartnern das Kino-Unternehmen Projektions-Aktiengesellschaft „Union“ (PAGU) in Mannheim, das als Ursprung der späteren Union-Filmtheater AG und damit auch der UFA gilt. Er engagierte sich im Verband Deutscher Waren- und Kaufhäuser e.V. und betätigte sich auch im sozialen Bereich. 1911 gehörte er dem Vorstand der Internationalen Luftfahrtausstellung an. Privat setzte er sich für die Verschönerung der Frankfurter Altstadt ein und stiftete eine Lotterie zum 1912 fertiggestellten Umbau des Eisernen Stegs.
1927–1938 bewohnte die Familie Wronker ein bis 1899 für Kommerzienrat Heinrich Karl Ferdinand Gottlob Flinsch (1839–1921) errichtetes Landhaus (zeitgenössisch: Haus Romberg) in Königstein im Taunus (heute: Rombergweg 8).
Nach der Pogromnacht vom November 1938 gelang es Hermann Wronker und seiner Frau Ida zwar noch, Hals über Kopf nach Frankreich zu emigrieren, doch die geplante Weiterreise in die USA scheiterte. Beide wurden nach der französischen Niederlage in die Internierungslager Gurs und Drancy und am 23. September 1942 ins KZ Auschwitz deportiert. Dort sind sie im Herbst 1942 ermordet worden.
Ihr Sohn Max Wronker (1892–1966) und dessen Ehefrau Irma Wronker geb. Lichter meldeten sich zusammen mit ihren Kindern Erich und Gerda bereits am 15. September 1933 nach Paris ab. Max Wronker flüchtete mit seiner Familie erst nach Ägypten und weiter in die USA und entkam so dem Holocaust. Nach dem Zweiten Weltkrieg versuchte Max Wronker gemeinsam mit seiner Schwester Alice vergeblich, eine Rückerstattung des Unternehmens oder eine finanzielle Entschädigung für den Unternehmenswert zu erreichen. Entzogene Grundstücke mussten ihnen aber zurückgegeben oder im Vergleich wertmäßig etwas erstattet werden. In einer Vielzahl weiterer Verfahren vor den Wiedergutmachungskammern erhielten sie darüber hinaus materielle Entschädigungen.